# Cufic (navire de 1904)
Pour les articles homonymes, voir Cufic.
Le Cufic est un paquebot-mixte britannique de la White Star Line, deuxième navire de la compagnie à porter ce nom. Construit dans les chantiers navals Harland & Wolff de Belfast, il est à l'origine nommé American et destiné à la compagnie West India & Pacific Steamship Co. de Liverpool. Pour elle, il sert sur l'Atlantique Nord à partir de 1895, et est également temporairement affrété par l'Atlantic Transport Line. Dès 1900, cependant, la flotte de la compagnie est rachetée par la Leyland Line qui exploite à son tour le navire, qui est temporairement réquisitionné dans le cadre de la seconde guerre des Boers.
En 1904, l'American et son jumeau l'European sont transférés à une compagnie sœur, la White Star, qui les renomme Cufic et Tropic et les utilise sur sa ligne à destination de l'Australie pour transporter des marchandises et quelques migrants. Ce service est interrompu durant la Première Guerre mondiale, le Cufic étant réquisitionné et transformé en croiseur auxiliaire puis en transport de troupes. Le navire reprend ensuite son service australien fin 1919, mais est retiré en 1923 à la suite d'une baisse du trafic sur la ligne.
La compagnie le vend à des démolisseurs italiens à la fin de l'année 1923. Arrivé à Gênes, il est racheté par la Soc. Anon. Ligure di Nav. a Vapore qui le renomme Antartico et l'exploite durant trois ans. À nouveau vendu à une autre société italienne en 1927, il devient le Maria Giulia. Retiré du service en 1930, il est démoli en 1932.

## Histoire
Au milieu des années 1890, les chantiers Harland & Wolff de Belfast construisent deux navires jumeaux pour une compagnie de Liverpool, la West India & Pacific Steamship Co. Le premier, l'American, est prévu pour 1895 et son jumeau, l'European, pour 1896. Lancé le 8 août 1895, le navire effectue sa traversée inaugurale le 9 octobre en transportant une importante cargaison de coton entre Liverpool et la Nouvelle-Orléans. À partir de 1898, le navire est affrété par l'Atlantic Transport Line, qui l'exploite également à destination de la Nouvelle-Orléans et de Baltimore.
En 1900, les vingt navires composant la flotte de la West India & Pacific Steamship Co. sont rachetés par la Leyland Line, importante compagnie de cargos britannique. L'American est alors réquisitionné comme transport de guerre dans le cadre de la seconde guerre des Boers. Dès 1901, la société est en partie acquise par John Pierpont Morgan, financier américain qui l'inclut à son trust, l'International Mercantile Marine Co. en 1902. Les années qui suivent voient bon nombre de transferts de navires entre les différentes compagnies formant le trust. C'est ainsi que l'American et l'European sont vendus à la White Star Line en 1904, devenant le Cufic et le Tropic. Le Cufic est le deuxième navire à porter ce nom, un autre ayant été le premier navire bétailler de la compagnie, en 1888.
Les deux navires sont affectés à la ligne de l'Australie, en remplacement du Nomadic et du Tauric eux-mêmes transférés à la Dominion Line. Ils servent aux côtés des cinq navires de classe Jubilee. Le Cufic effectue sa première traversée entre Liverpool et Sydney le 21 mai 1904 et continue son service sur cette ligne durant dix ans, transportant principalement des marchandises, mais également parfois des migrants. En 1914, le navire est réquisitionné comme transport de guerre et croiseur auxiliaire durant la Première Guerre mondiale. Il est pour cela équipé de canons dès le début du conflit, et sert dans le cadre du Liner Requisition Scheme de mars 1917 à septembre 1919.
Après le conflit, le Cufic reprend son service australien durant trois ans. La baisse du trafic oblige cependant la White Star à le retirer du service le 24 août 1923. Vendu à des démolisseurs italiens en décembre, il prend la mer le 13 décembre pour Gênes. À son arrivée début janvier, les ferrailleurs le revendent finalement à la compagnie locale Soc. Anon. Ligure di Nav. a Vapore qui le renomme Antartico et l'exploite durant trois ans. En 1927, une autre société génoise, celle d'E. Bozzo et L. Mortola, en fait l’acquisition et le renomme Maria Giulia. Il continue à servir jusqu'à son retrait le 2 avril 1930. Il est démoli plus de deux ans plus tard, en novembre 1932, sans avoir été utilisé entre-temps.

## Caractéristiques
Le Cufic est un navire typique des constructions des chantiers Harland & Wolff de la fin du XIXe siècle, arborant quatre mâts et une cheminée. Il est ainsi très semblable au Victorian et à l'Armenian, construits en même temps que lui par les mêmes chantiers. C'est un cargo de taille imposante pour l'époque, avec 145 mètres sur 16,8 et 8 249 tonneaux de jauge brute. Il affiche ainsi des dimensions similaires à son jumeau, bien que son tonnage soit très légèrement inférieur.
Le navire est avant tout conçu pour transporter des marchandises. Il lui est également possible d'embarquer du bétail. Il peut également transporter à l'origine une soixantaine de passagers de deuxième classe, et, par la suite, quelques immigrants durant son service australien. Sa propulsion est assurée par des machines alternatives à triple expansion alimentant deux hélices, qui lui permettent d'atteindre une vitesse assez faible, de 11 nœuds, adaptée avant tout au transport de marchandises.